# ワイオミング郡 (ニューヨーク州)
ワイオミング郡（英: Wyoming County）は、アメリカ合衆国ニューヨーク州の西部に位置する郡である。2010年国勢調査での人口は42,155人であり、2000年の43,424 人から2.9%減少した。郡庁所在地はウォーソー村（人口3,473人）であり、同郡で人口最大の自治体はペリー村（人口3,673人）である。郡名はレナペ族インデァインの言葉で「広い低地」を意味するものから派生した。1841年にジェネシー郡から分離設立された。

## 歴史
ニューヨーク州西部にある他地域と同様に、ワイオミング郡は17世紀から18世紀にマサチューセッツ湾植民地、コネチカット植民地、ペンシルベニア植民地、ニューヨーク植民地の間で境界論争があった地域だった。また程度は小さいもののヌーベルフランスとの間にも論争があった。ニューヨークの領有権は1786年のハートフォード条約が批准されるまで認められず、実際面ではホランド買収を待つ必要があった。
ニューヨークの領有権に関して、1683年時点では、現在のワイオミング郡領域はオールバニ郡に属していた。これは巨大な郡であり、ニューヨーク州北部とバーモント州の全てを含んでおり、さらに理論的には西の太平洋岸まで広がっていた。1766年7月3日に、カンバーランド郡を分離し、1770年3月16日にグロスター郡を分離したが、どちらも現在はバーモント州に含まれている。
1772年3月12日、オールバニ郡の残りが3つに分割され、1つはオールバニ郡の名前で残った。1つは西部に作られたトライアン郡だった。トライアン郡の東部境界は現在のスケネクタディ市の西約5マイル (8 km) にあり、アディロンダック山地の西側と、デラウェア川西支流より西の領域を含んでいた。トライアン郡に指定された地域には現在のニューヨーク州37郡が入っている。ニューヨーク植民地総督のウィリアム・トライアンに因んで名付けられた。
1776年に先立つ年に、トライアン郡のロイヤリストは大半がカナダに逃亡した。1784年、アメリカ独立戦争を終わらせた条約締結に続いて、トライアン郡はモンゴメリー郡に改名された。これは独立戦争時の将軍リチャード・モントゴメリーに因む命名だった。モントゴメリーはカナダで数か所を占領した後、ケベック市攻略中に戦死した。憎まれたイギリスの総督に代わる命名だった。
1789年にモリス・リザーブを設立した結果として、モンゴメリー郡からオンタリオ郡が分離した。
現在のワイオミング郡を含むジェネシー川西の地域ほとんど全部は、1793年のホランド買収に含まれており、1801年からバテイビアにあったホランド土地会社を通じて販売された。
1802年にはホランド買収で得た土地を統治するために、オンタリオ郡からジェネシー郡が分離して設立された。その領域は現在のジェネシー郡よりもかなり広かった。1806年にアリゲイニー郡、1808年にカタラウガス郡、シャトークア郡、ナイアガラ郡を分離して小さくなった。当時のナイアガラ郡には現在のエリー郡が含まれていた。
1821年、ジェネシー郡の一部とオンタリオ郡の一部を合わせ、リビングストン郡とモンロー郡が作られた。
さらに1824年、オーリンズ郡が分離してジェネシー郡は小さくなった。
最後は1841年、ジェネシー郡南部、アリゲイニー郡北西隅、カタラウガス郡北東隅からワイオミング郡が作られた。

## 見どころ
- レッチワース州立公園、ジェネシー川沿いにあり、郡南東境界の一部をなしている。深い峡谷と3つの大きな滝が見物である。最終氷河時代に川が向きを変えられ、新しい川筋が掘られた。「ジェネシーの白人女性」と呼ばれたメアリー・ジェミソンの家があった。ジェミソンは若いときにセネカ族インデァインに捕らえられたままとなり、この部族と土地会社の間の交渉では重要人物になった
- ワイオミング村のミドルベリー・アカデミー、ジェネシー川より西では最初の高校レベルの学校、ギリシャ復古調の建物が現存し、アメリカ合衆国国家歴史登録財に指定されている
- ヒルサイド・イン、1841年頃にワイオミング村の上の丘陵にあった鉱泉で、当初は温泉として開所した。セオドア・ルーズベルトとその家族、スーザン・B・アンソニーなど重要人物をもてなした
- アーケイド・アンド・アッティカ鉄道、現在は蒸気機関車の復元がある
- アッティカ最高警備刑務所、郡北端にある
- ブリス・ウィンドファーム、イーグルにある
- ガスライト・ビレッジ、ワイオミング中心街、ガスの街灯が灯された歴史的な村、天然ガスと塩の埋蔵量が地域経済発展の要素になった
- シルバー湖、フィンガー湖群の湖としてジェネシー川より西にある唯一の湖、氷河湖
- モートン塩山、アメリカ合衆国北東部最大の塩山、シルバースプリングスにあり、19世紀半ばから操業されている
- チャコール・コーラル、ツインのドライブインシアター

## 地理
ワイオミング郡はニューヨーク州西部にあり、バッファロー市の東、ロチェスター市の南やや西寄りに位置している。ホランド買収地域内にある。
郡域の大半は田園部であり、小さな町が点在している。郡庁所在地のウォーソーでも小さな町である。地表は幾重にも分かれた丘陵であり、土壌は肥沃である。森が多く、木材に使われた。カエデの多い森では毎年春にメイプルシロップが作られている。農業は大半が小さな家族酪農であり、あるいはバッファローやバテイビアで働く人の家庭菜園である。かつてはりんご園がおおかったが、今はほとんど残っていない。アウトドアスポーツでは釣り、猟、スノーモービルで知られる。
デール・バレーを通る活断層が、リンデンを通り、バテイビアの東を抜けてオンタリオ湖に至っている。この断層で小さな地震を起こすこともあるが、煙突を倒す程度のものである。デール・バレー塩井戸によって化学産業用塩の産出地として開発されてきた。ナイアガラフォールズ市までパイプラインが引かれている。
アメリカ合衆国国勢調査局に拠れば、郡域全面積は596平方マイル (1,540 km2)であり、このうち陸地593平方マイル (1,530 km2)、水域は4平方マイル (10 km2)で水域率は0.59%である。
ワイオミング郡の南東はジェネシー川であり、その支流やトナワンダ・クリーク、バッファロー川などで排水されている。ジェネシー川の重要な支流であるオートカ・クリークはゲインズビル町に水源がある。

### 主要高規格道路
- アメリカ国道20A号線
- ニューヨーク州道19号線
- ニューヨーク州道19A号線
- ニューヨーク州道39号線
- ニューヨーク州道63号線
- ニューヨーク州道77号線
- ニューヨーク州道78号線
- ニューヨーク州道98号線
- ニューヨーク州道238号線
- ニューヨーク州道354号線

### 隣接する郡
- ジェネシー郡 - 北
- リビングストン郡 - 東
- アリゲイニー郡 - 南
- カタラウガス郡 - 南西
- エリー郡 - 西

## 郡政府と政治
ワイオミング郡は、領域内にある町の監督官で構成される16人の監督官理事会が統治する形式が残っており、州内では幾らか風変わりな郡である。
ニューヨーク州議会下院では第147選挙区に、上院では第59選挙区に入っている。アメリカ合衆国下院議員ではニューヨーク州第27選挙区に入っており、2013年時点では共和党員を選出している。
司法では次の区に入っている。
- ニューヨーク州最高裁判所第8司法地区
- ニューヨーク州最高裁判所控訴部門第4地区

### 投票動向
州と国の政治では州内でも共和党支持の強い郡の1つである。州全体では民主党支持の傾向がある。2004年と2008年のアメリカ合衆国大統領選挙では、共和党支持率の高さで州内第2位だった（第1位はハミルトン郡）。2004年の場合、共和党のジョージ・W・ブッシュが民主党のジョン・ケリーに対して30.9%の差を付けてワイオミング郡を制した。ケリーは州全体で18.3%の差を付けて勝利した。2008年の場合は、共和党のジョン・マケインが民主党のバラク・オバマに対して、26.1%の差を付けた。州全体ではオバマが26.7%差で勝利した。2006年のアメリカ合衆国上院議員選挙では、共和党のジョン・スペンサーを対抗する民主党ヒラリー・クリントンに対して4%差で勝たせた。州全体ではクリントンが36%の大差を付けて再選された。

## 人口動態
以下は2000年国勢調査による人口統計データである。
| 基礎データ - 人口: 43,424 人 - 世帯数: 14,906 世帯 - 家族数: 10,717 家族 - 人口密度: 28人/km2（73人/mi2） - 住居数: 16,940 軒 - 住居密度: 11軒/km2（29軒/mi2） 人種別人口構成 - 白人: 91.84% - アフリカン・アメリカン: 5.52% - ネイティブ・アメリカン: 0.27% - アジア人: 0.37% - 太平洋諸島系: 0.02% - その他の人種: 1.32% - 混血: 0.67% - ヒスパニック・ラテン系: 2.94% 先祖による構成 - ドイツ系：31.7% - イギリス系：12.5% - アイルランド系：10.9% - ポーランド系：10.2% - アメリカ人：9.3% - イタリア系：7.7% 言語による構成 - 英語：97.1% - スペイン語：1.8% | 年齢別人口構成 - 18歳未満: 24.1% - 18-24歳: 8.2% - 25-44歳: 32.8% - 45-64歳: 22.8% - 65歳以上: 12.2% - 年齢の中央値: 37歳 - 性比（女性100人あたり男性の人口） - 総人口: 118.3 - 18歳以上: 122.4 世帯と家族（対世帯数） - 18歳未満の子供がいる: 34.2% - 結婚・同居している夫婦: 58.3% - 未婚・離婚・死別女性が世帯主: 9.2% - 非家族世帯: 28.1% - 単身世帯: 23.2% - 65歳以上の老人1人暮らし: 10.2% - 平均構成人数 - 世帯: 2.62人 - 家族: 3.08人 収入と家計 - 収入の中央値 - 世帯: 39,895米ドル - 家族: 45,088米ドル - 性別 - 男性: 31,973米ドル - 女性: 22,252米ドル - 人口1人あたり収入: 17,248米ドル - 貧困線以下 - 対人口: 8.4% - 対家族数: 5.8% - 18歳未満: 11.6% - 65歳以上: 5.8% |

## 町と村
| - アーケイド村 - アーケイド町 - アッティカ町 - アッティカ村 - ベニントン町 - キャスタイル町 - キャスタイル村 - コビントン町 - イーグル町 | - ゲインズビル村 - ゲインズビル町 - ジェネシーフォールズ町 - ジャバ町 - ミドルベリー町 - オレンジビル町 - ペリー村 - ペリー町 - パイク村 | - パイク町 - ポーテージビル - シェルドン町 - シルバースプリングス村 - ストライカーズビル村 - ウォーソー村 - 郡庁所在地 - ウォーソー町 - ウェザーズフィールド町 - ワイオミング村 |

## 著名な出身者
- デイビッド・スター・ジョーダン（1851年-1931年）、優生学者、魚類学者、教育者、平和活動家、インディアナ大学とスタンフォード大学学長、ゲインズビル生まれ
- チェスター・A・アーサー、アメリカ合衆国大統領、ペリーに暫く住んだ